# Контракомити
У сламању побуне везане за начин уједињења Црне Горе са Србијом 1918. године, осим војних и жандармеријских снага учествују и паравојне формације бјелаша. Појављују се у доба Божићне побуне, а биле су под командом Зетске дивизијске области. Генерал Милутиновић за команданта ових формација поставља Божа Новаковића капетана прве класе. Називају их Народна гарда и расформиране су кад и Омладинске чете.
Године 1919, Иво Павићевић, нови повјереник краљевске владе оснива:
Омладинске чете, формиране од припадника или симпатизера бјелашке омладине. На позив власти су се морали одазвати и ставити под команду војске или жандармерије. Опскрба ових јединица је била брига војних власти. Имали су свој Централни одбор.
Летеће чете, су формације од по 700 људи, стављене под команду Зетске дивизијске области. Летеће чете су формиране у градовима: Андријевица, Бар, Никшић, Подгорица и Цетиње. Капетан Радоје Ћетковић командује са четом из Подгорице, која је дјеловала на читавој територији Црне Горе.
Контракомити су добијали:
- дневницу од 5 динара,
- одијело,
- храну,
- у трајно власништво (шајкачу, шињел и порцију).

Зетска дивизијска област је подијељена у 14 области, из којих истовремено креће напад на побуњенике са циљем њиховог потпуног уништења. У овим акцијама учествују и летеће чете (децембар 1919 - март 1920). Паравојне формације су по потреби и касније употребљаване у Црној Гори.